# 주앙 카브라우 지 멜루 네투
주앙 카브라우 지 멜루 네투(João Cabral de Melo Neto, 1920년 1월 9일 ~ 1999년 10월 9일)는 브라질의 시인이다.